# Бронебойный снаряд

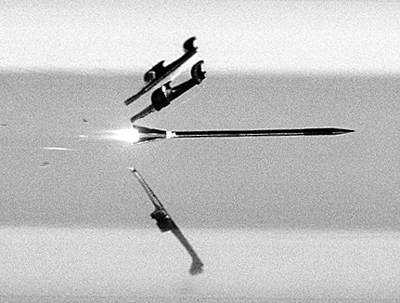
Оперённый подкалиберный бронебойный снаряд (ОПБС). Процесс отделения поддона

Бронебойный снаряд (БС) — боеприпас, предназначенный для борьбы со средствами противника, защищёнными бронёй, например, с бронетехникой, кораблями, вертолётами. 
Пробитие (пробивания) снарядом этого типа брони, судов, башен, орудийных щитов, танков, бронемашин и прочего, происходит за счёт кинетической энергии (в отличие от кумулятивных боевых припасов).

## История
Согласно Военной энциклопедии Ивана Сытина, идея прототипа нынешних бронебойных снарядов принадлежит офицеру итальянского флота Беттоло (Bettolo) который, в 1877 году, предложил использовать для этих целей так называемую «донную ударную трубку для бронебойных снарядов» (до этого снаряды или вовсе не снаряжались, или же взрывание порохового заряда (разрывного заряда) рассчитывалось на нагревание головной части (головы) снаряда при ударе его в броню, что, однако, далеко не всегда оправдывалось).
БС, от других снарядов, отличается особой прочностью корпуса, рассчитываемого не только на противодействие раздавливанию в канале орудия при выстреле, но и разбиванию при ударе о плиту, за которой он должен разорваться.
Для пробивания брони бронебойный снаряд должен остаться целым, не дать рикошета и иметь достаточную скорость при ударе, приближённо определяемую для попадания по нормам к броне. 
На начало XX столетия на вооружении находились снаряды артиллерийских нарезных орудий, бронебойные из закаленного чугуна или стали, с цельной головной частью и очком в дне, назначавшиеся для пробивания брони.
В 1920-х годах  бронебойные снаряды изготавливались из высокосортных специальных сталей с двойной тепловой обработкой. Для повышения их прочности они делались короткокорпусными (около трёх калибров) с малой внутренней пустотой, вмещающей 2,5 % — 3 % взрывчатого вещества от веса снаряда. Последний достигал по весу около 1,1 т (для 16″ калибра).
По своему устройству бронебойные снаряды в свою очередь подразделяются на:
- калиберные;
- подкалиберные с постоянным или отделяющимся поддоном;
- каморные и сплошные;
- тупоголовые и остроголовые;
- с бронебойными и баллистическими наконечниками.

Бронебойные снаряды для гладкоствольных пушек имеют аэродинамическую стабилизацию и называются оперённые подкалиберные бронебойные снаряды (ОПБС)
Основным боевым свойством бронебойных снарядов является бронепробиваемость.
Поражающее действие за броней осуществляется фрагментами бронебойного снаряда, осколками брони цели или, в случае с каморными снарядами, при помощи взрывчатого вещества в самом бронебойном снаряде. Бронебойные снаряды входят в боекомплект каждого современного основного танка.

## Конструкция
Ниже, схематично представлены устройство (конструкция) некоторых бронебойных снарядов: 

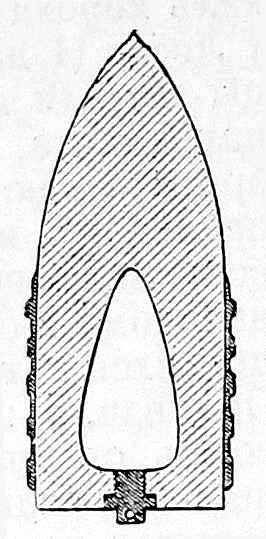
Фиг. 10. Бронебойный снаряд (В береговой и морской артиллерии бронебойная граната[7]).
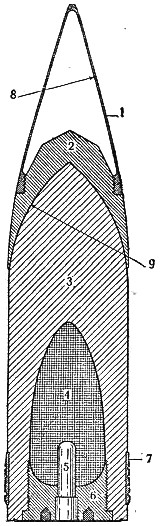
Современный бронебойный снаряд американской 16″ пушки 50 кал. дл. 1 — баллистический наконечник, 2 — бронебойный наконечник, 3 — корпус снаряда, 4 — разрывной заряд, 5 — взрыватель, 6 — ввинтное дно, 7 — ведущий поясок, 8 — радиус 9 кал., 9 — радиус 1,5 кал.
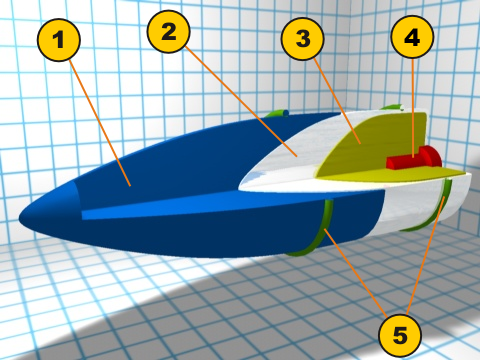
Устройство (конструкция) бронебойного каморного снаряда (вариант) 1 — лёгкая баллистическая оболочка 2 — бронебойная сталь 3 — заряд взрывчатого вещества (для лучшего заброневого воздействия). 4 — детонатор 5 — центрирующий (передний буртик) и ведущий (задний буртик) пояски.

- Современный[8] бронебойный снаряд американской 16″ пушки 50 кал. дл.
1 — баллистический наконечник,
2 — бронебойный наконечник,
3 — корпус снаряда,
4 — разрывной заряд,
5 — взрыватель,
6 — ввинтное дно,
7 — ведущий поясок,
8 — радиус 9 кал.,
9 — радиус 1,5 кал.
- Устройство (конструкция) бронебойного каморного снаряда (вариант)
1 — лёгкая баллистическая оболочка
2 — бронебойная сталь
3 — заряд взрывчатого вещества (для лучшего заброневого воздействия).
4 — детонатор
5 — центрирующий (передний буртик) и ведущий (задний буртик) пояски.